# Eric Hosmer
Eric John Hosmer (né le 24 octobre 1989 à South Miami, Floride, États-Unis) est un joueur de premier but des Padres de San Diego de la Ligue majeure de baseball.
Joueur des Royals de Kansas City de 2011 à 2017, il fait partie de l'équipe championne de la Série mondiale 2015.

## Carrière

### Royals de Kansas City
Eric Hosmer est le choix de première ronde des Royals de Kansas City en 2008 et le troisième joueur sélectionné cette année-là. Il est considéré comme l'un des athlètes les plus prometteurs non seulement dans l'organisation des Royals, mais dans tout le baseball majeur : en 2009, MLB.com le classe au 29e rang dans sa liste des 50 meilleurs joueurs d'avenir.
Dans les ligues mineures, il gravit rapidement les échelons et frappe 43 doubles et 20 circuits en plus de voler 14 buts pour deux clubs affiliés aux Royals au cours de la saison 2010.

#### Saison 2011
Il frappe pour ,439 de moyenne au bâton après le premier mois de la saison 2011 dans la Ligue de la côte du Pacifique, où il s'aligne avec Storm Chasers d'Omaha. Rappelé des mineures au début mai, Hosmer joue son premier match dans les majeures pour Kansas City le 6 mai 2011 à l'âge de 21 ans. Son premier coup sûr au plus haut niveau est réussi le 7 mai face au lanceur Brandon McCarthy des Athletics d'Oakland. Il claque son premier circuit dans les majeures le 11 mai au Yankee Stadium face à A. J. Burnett des Yankees de New York. Il connaît de bons débuts chez les Royals, avec notamment deux matchs de quatre points produits en mai. Il est nommé recrue par excellence du mois de juillet dans la Ligue américaine avec 34 coups sûrs dont neuf doubles en 27 parties. En septembre, il reçoit de nouveau l'honneur de la recrue du mois avec 19 points produits, 21 points marqués et une moyenne de puissance de ,557 en 25 parties jouées.

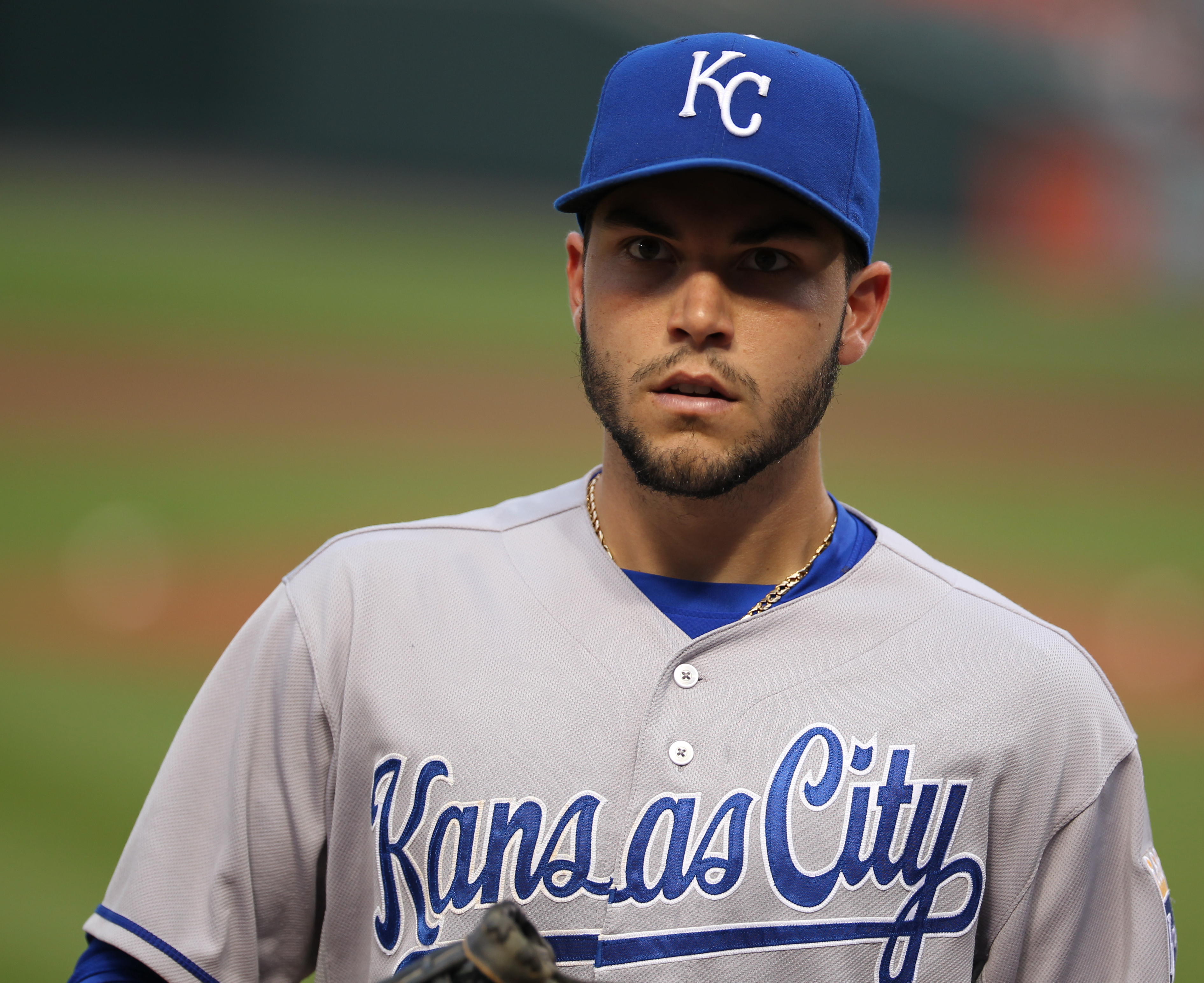
Eric Hosmer en 2011.

Hosmer termine sa première année avec ,293 de moyenne au bâton, 173 coups sûrs, 19 circuits et 78 points produits en 128 parties pour les Royals. Il termine troisième au vote désignant la recrue de l'année dans la Ligue américaine, derrière le lauréat Jeremy Hellickson des Rays et Mark Trumbo des Angels.

#### Saison 2012
Hosmer connaît une mauvaise saison 2012 avec une faible moyenne au bâton de ,232 en 152 parties. Parmi tous les joueurs de premier but à temps plein des majeures cette année-là, seuls James Loney et Casey Kotchman affiche au terme de la saison une moyenne de présence plus puissance moins élevée que celle d'Eric Hosmer.

#### Saison 2013
Il rebondit en 2013 avec la meilleure moyenne au bâton (,302) et la meilleure moyenne de puissance (,448) des Royals. Il claque 17 circuits et ajoute des records personnels de 188 coups sûrs, 34 doubles, 86 points marqués et 79 points produits. Son jeu défensif au premier but est récompensé du Gant doré de la Ligue américaine.

#### Saison 2014
En 2014, il se brise un os de la main droite lorsqu'il est atteint par un lancer de Jon Lester, des Red Sox de Boston, le 20 juillet, et ne revient au jeu que le 31 août. Avec 9 circuits, 58 points produits et une moyenne au bâton de ,170 en 131 parties, il aide les Royals à atteindre les éliminatoires pour la première fois en 29 ans. Le 3 octobre, il est le héros du 2e match de la Série de divisions de la Ligue américaine, son circuit aux dépens de Kevin Jepsen en 11e manche mènant les Royals vers une victoire sur les Angels de Los Angeles. Il frappe de nouveau la longue balle dans le 3e et dernier match de la série.

#### Saison 2015

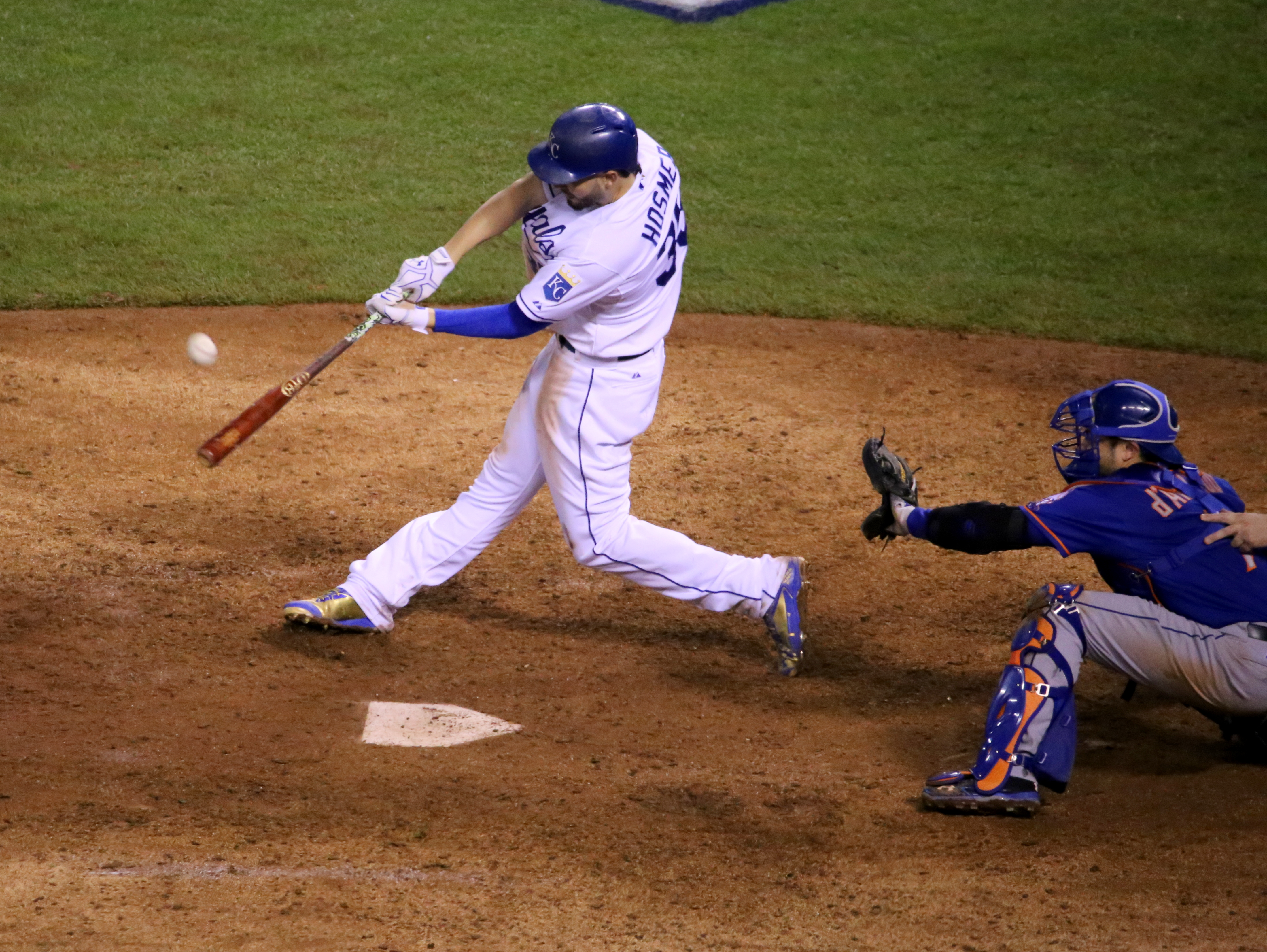
Eric Hosmer frappe le ballon sacrifice qui fait gagner Kansas City lors du premier match de la Série mondiale le 27 octobre 2015.

Membre de l'équipe qui remporte un premier titre en 30 ans, Hosmer entre dans la légende des Royals dans le dernier match de la Série mondiale 2015 le 1er novembre. Au début de la 9e manche de la 5e et dernière rencontre de la finale, alors que les Royals tirent de l'arrière 2-0 face aux Mets de New York, Hosmer cogne d'abord un double qui réduit l'écart à un point. Puis il marque lui-même le point qui crée l'égalité, 2 à 2, sur un coup sûr de Salvador Pérez lorsqu'il surprend la défensive des Mets en fonçant vers le marbre, un jeu audacieux qui force le joueur de premier but Lucas Duda à effectuer un relais vain et hors-cible en direction du receveur. Kansas City remportera éventuellement le match 7-2 pour s'assurer du titre. La course folle de Hosmer vers le marbre en 9e manche est surnommée Mad Dash,,, ce qui se traduit à peu près en français par « la folle ruée ».

### Padres de San Diego
Le 19 février 2018, Eric Hosmer signe un contrat de 144 millions de dollars pour 8 saisons avec les Padres de San Diego. Le contrat, le plus lucratif jamais accordé par les Padres, renferme une clause permettant à Hosmer de devenir agent libre après 5 saisons, s'il le désire.
Après avoir porté le numéro d'uniforme 35 à Kansas City, Hosmer adopte le numéro 30 à San Diego. Ceci est dû en partie parce que les Padres ont retiré le numéro 35 qu'avait porté leur ancien joueur Randy Jones, mais aussi parce que Hosmer désire honorer son ancien coéquipier Yordano Ventura, décédé en 2017, en portant son numéro.